# Bryde Rocks
Die Bryde Rocks sind eine kleine Gruppe felsiger Inseln vor dem westlichen Ende Südgeorgiens. Sie liegen 1,5 km westsüdwestlich des südlichen Endes von Main Island in der Gruppe der Willis-Inseln.
Der South Georgia Survey kartierte sie während seiner von 1951 bis 1957 dauernden Vermessungskampagne. Das UK Antarctic Place-Names Committee benannte sie 1958 nach dem Norweger Thorleif Bryde (1909–1964), ab 1952 für mehrere Jahre Harpunier der South Georgia Whaling Company auf der Walfangstation Leith Harbour.